# Chiriguaná
Chiriguaná è un comune della Colombia facente parte del dipartimento di Cesar.
Il centro abitato venne fondato da Pedro Juan Hernández nel 1530.